# (2604) Marshak
(2604) Marshak ist ein Asteroid des Hauptgürtels, der am 13. Juni 1972 von der russischen Astronomin Tamara Michailowna Smirnowa am Krim-Observatorium (IAU-Code 095) in Nautschnyj entdeckt wurde.
Der Asteroid wurde nach dem russischen Schriftsteller Samuil Jakowlewitsch Marschak benannt, der vor allem durch seine Kinderliteratur und Übersetzungen von Shakespeares Sonetten bekannt wurde.